# Massacres d'août 1955 dans le Constantinois
Guerre d'Algérie
Les massacres d'août 1955 dans le Constantinois, dits également massacres de Philippeville et d'El Halia ou insurrection du 20 août 1955 dans le Nord-Constantinois, sont des tueries perpétrées par les indépendantistes du Front de libération nationale (FLN) puis, en représailles, par l'armée française et des civils pieds-noirs armés, qui ont touché toute la région du Constantinois. 
Selon l'historien Benjamin Stora « 171 Européens civils ont été tués, et près de 10 000 musulmans ». 
Ces massacres étaient perpétrés d'un côté contre les populations civiles d'origine européenne et musulmanes loyalistes, ainsi que contre des notables musulmans modérés signataires d'un appel condamnant « toute violence d’où qu’elle vienne »[réf. nécessaire].  De l'autre côté, les tueries commises contre la population musulmane étaient aveugles et ne faisaient aucune distinction : des modérés furent ainsi victimes de la répression. L'indignation suscitée par ces massacres de civils a attiré l'attention de l'opinion internationale sur le combat algérien pour l'indépendance. C'était justement l'un des buts poursuivis par le FLN, qui voulait par ailleurs semer la peur dans les rangs de l'ennemi, des colons et de leurs auxiliaires musulmans.

## Contexte
Pour un article plus général, voir Guerre d'Algérie.
Les massacres s'inscrivent dans le contexte du début de la guerre d'Algérie, commencée l'année précédente et dans celui de l'Algérie française. Ils ont éclaté à l'initiative de Youcef Zighoud, responsable du Nord-Constantinois du FLN dans le but de relancer un mouvement qui s'essouffle et de contrecarrer les avances faites par Jacques Soustelle, délégué général du gouvernement français en Algérie. Il s'agissait, selon le témoignage de Lakhdar Bentobal, ancien adjoint de Youcef Zighoud, recueilli par Yves Courrière, de prévenir le découragement du peuple en creusant un infranchissable fossé de sang entre les Algériens et les Français par des massacres aveugles.

## Déroulement

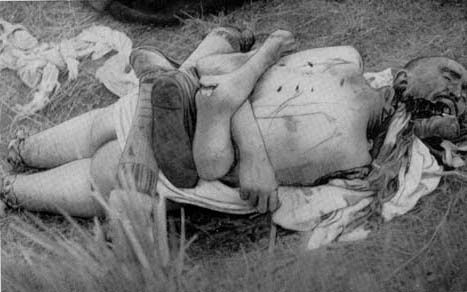
Une victime d'El Halia mutilée.

Le 20 août 1955, dans la zone Collo-Philippeville-Constantine-Guelma, plusieurs milliers d'hommes armés d'armes blanches encadrés par des moudjahidin équipés d'armes à feu se lancent à l’assaut d’une quarantaine de villes et villages et assassinent à coup de haches et de pioches les Français et les musulmans supposés complices.
À la mine de pyrite d'El Halia (ou Hel Halia), située à 15 km à l'est de Philippeville (maintenant Skikda), 140 personnes (hommes, femmes et enfants) dont 70 des 130 Européens et environ 70 musulmans sont massacrés, parfois torturés,. Dans le reste du Constantinois, une trentaine de personnes et plusieurs personnalités sont assassinées.
L'assaut est néanmoins stoppé par les forces de l'ordre en quelques heures. Les assaillants laissent sur le terrain 134 morts et la police procède à plus de 700 arrestations. Quatorze membres des forces de l'ordre sont tués, 8 civils européens sont tués et 11 blessés,.
À Constantine, huit commandos d'une dizaine d'hommes s'attaquent à des musulmans alliés des Français. Le neveu de Ferhat Abbas et un avocat élu de l’assemblée algérienne sont exécutés.
Quelques centaines de soldats de l’ALN s’attaquent également, sans grand succès, à des gendarmeries et des postes de police. 
Averti de longue date de l'imminence d'un passage à l'action par le FLN mais s'étant abstenu d'agir, le responsable des renseignements, Paul Aussaresses, alors capitaine, aurait délibérément laissé faire en dehors de la ville mais non au centre-ville de Philippeville, où des accrochages ont lieu entre des insurgés infiltrés et des CRS, ne faisant qu'un ou cinq morts selon les sources.
Des localités comme Guelma et Mila ne se soulèvent que plusieurs jours après.

## Répression
La réponse des autorités françaises est comparable à celle de 1945 lors du massacre de Sétif, Guelma et Kherrata et une application concrète du principe de responsabilité collective. Selon Bernard Droz, de même qu’en 1945, des milices de colons sont formées à la suite de l’ordre du préfet de Philippeville, par Benquet-Crevaux, qui a tenu plusieurs discours incitant au meurtre et à la vengeance. Au contraire, Sylvie Thénault indique qu'il n'y a pas eu de levée de milices, et Guy Pervillé évoque « les vengeances de civils armés ». À partir du 23 août, une totale liberté d’action pour réprimer et un ordre de conduire les opérations avec rigueur sont donnés à l’armée par le général Lorillot, commandant militaire de l’ensemble de l’Algérie.
Par exemple, après les funérailles des victimes, le maire de Philippeville, Benquet-Crevaux, organise une levée d'urgence pour la constitution de milices armées, et des unités spéciales, formées principalement de parachutistes et de légionnaires, investissent le centre-ville. L'armée bombarde tous les douars des environs, plus particulièrement le hameau du Béni Malek. Des milices et des militaires désorientés par la tournure des événements et surtout par la violence des miliciens du maire abattent à vue tout individu suspect pendant huit journées consécutives. Quelques jours plus tard, le croiseur Montcalm arrive au port de la ville et commence à pilonner les hameaux situés le long de la bande côtière entre Philippeville et Collo.
Des milliers de prisonniers formés d'hommes âgés de 14 à 70 ans sont capturés et emmenés au stade municipal de la ville, qui est transformé en véritable camp pour interrogatoire. Malgré les efforts de Dupuch, préfet de Constantine, pour leur éviter une mort certaine, ces prisonniers sont massacrés à la mitrailleuse et enterrés dans une fosse commune.
Selon un soldat français présent : « Toutes les mitraillettes et les mitrailleuses étaient alignées devant la foule de prisonniers qui se mirent immédiatement à hurler. Mais nous avons ouvert le feu ; dix minutes plus tard, c’était pratiquement fini. Il y en avait tellement qu'il a fallu les enterrer au bulldozer. »
Le militant anticolonialiste Daniel Guérin estime le nombre des victimes algériennes dans la ville de Skikda à 2 000.
Des villages entiers comme El Harrouch ou Oued Zenati sont désertés par leurs habitants masculins. Dans la hameau de Zafzaf, les Algériens qui sont rencontrés dans les rues ou les cafés par les militaires français sont tués, les hameaux brûlés et le bétail massacré. Un rapport militaire mentionnait le chiffre de 750 morts pour le seul secteur d’El Harrouch.
À El-Khroub, un des officiers français raconte : « Soixante suspects ont été arrêtés la nuit suivant les attaques repoussées sur El Khroub. Ils ont été exécutés le lendemain entre 6 h 30 et 9 h 30. L’endroit où ils ont été enterrés a été nivelé par un bulldozer. ».
Un rapport officiel des autorités françaises de l’époque avance 1 273 Algériens victimes de la répression, mais le FLN recense 12 000 morts et disparus. Un ancien du FLN, M’hamed Yousfi, va jusqu'à estimer le nombre de victimes à près de 20 000, autant de chiffres qui ne sont pas repris dans les recherches récentes.

## Procès
En février 1957, le procès (de qui ? sous quelles accusations? ) s'ouvre à Philippeville sous la présidence du conseiller Garaud de la cour d'assises de Douai. Le tribunal militaire doit juger 44 accusés qui sont des mineurs de la région. Après quelques jours, la défense, entre autres tenue par Gisèle Halimi et Léo Matarasso, fait savoir que la confrontation n'a pas eu lieu entre victimes et accusés, qui se déroule plus tard et permet de reconnaître certains Algériens. De plus, le 28 février 1957, le médecin légiste avoue qu'il a pu se tromper dans la rédaction de son compte-rendu. Le Figaro rapporte ainsi « ce n’est plus un procès, c’est un combat au finish. Ce ne sont plus des juges ni des avocats, mais des stratèges. Et, pour les défenseurs venus de Paris, les finasseries procédurières constituent un inépuisable arsenal ». Finalement, 36 peines de mort dont 21 par contumace, neuf peines de travaux forcés dont sept à perpétuité, et dix-neuf peines d’emprisonnement sont prononcées en mars. Lors du second procès, le commissaire du gouvernement explique que « les résultats de l’autopsie contredisent en tous points les aveux ».
Après le changement de régime en France en 1958, les condamnés à mort sont graciés par Charles de Gaulle, et leurs peines sont commuées en peines de travaux forcés.

## Conséquences

### Bilan humain

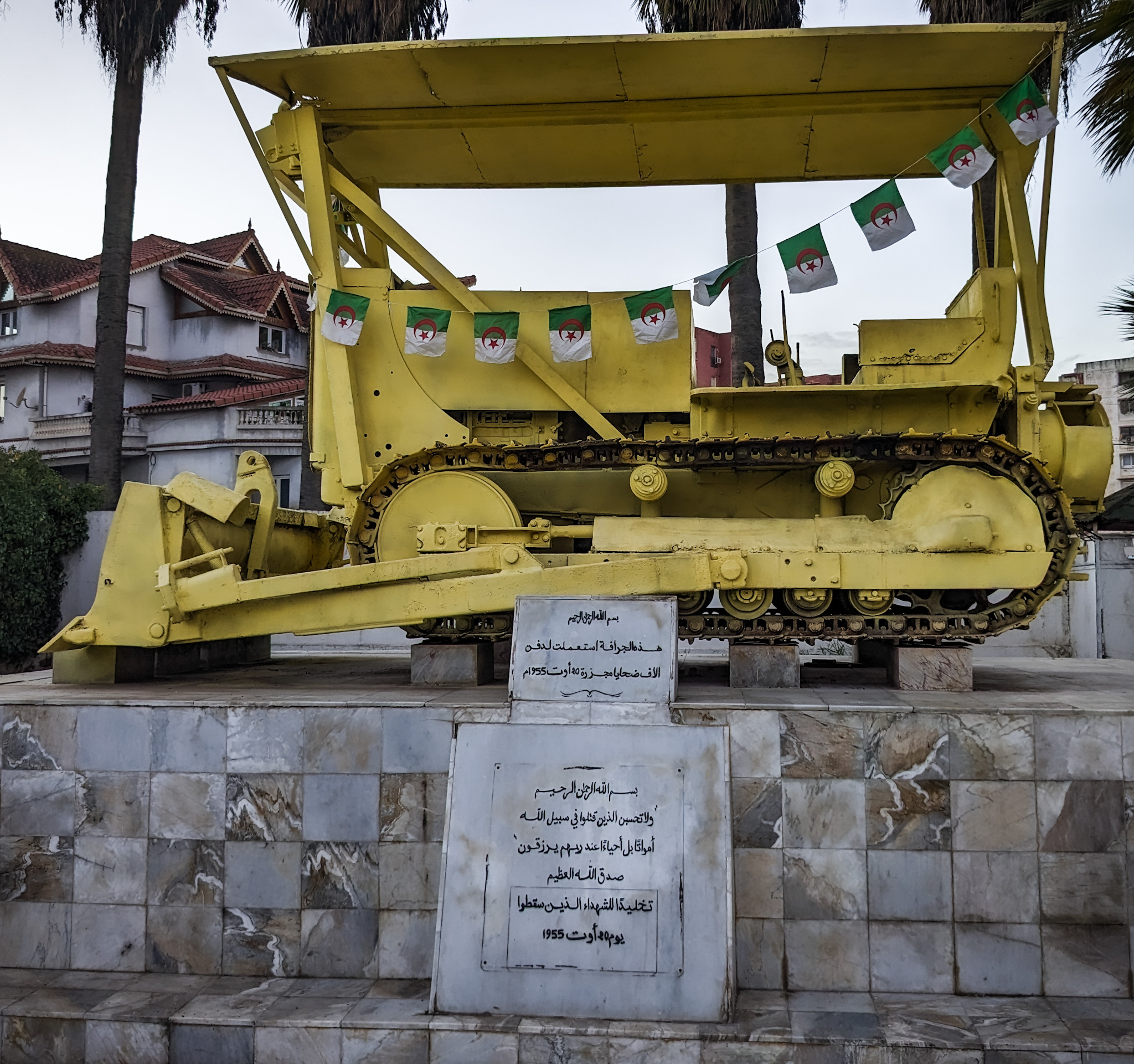
Le bulldozer utilisé pour enterrer les victimes algériennes à Skikda, dans l'est de l'Algérie.

Les sources divergent quant au nombre des victimes. Ainsi, Claire Mauss-Copeaux affirme que lors des affrontements 26 militaires sont tués et 96 civils, dont 71 Européens, massacrés. Elle avance en 2011 que si l'on se fie aux estimations officieuses de militaires français, 7 500 Algériens ont été tués entre le 20 et le 25 août. Estimation qui ne tient compte toutefois que des hommes tués au cours des affrontements et des ratissages. Selon l'historienne : « Il ne faut pas oublier les autres victimes, massacrées par les milices ou tuées après le 25 août ». Dans un compte-rendu détaillé du livre de Claire Mauss-Copeaux Algérie, 20 août 1955. Insurrection, répression, massacres, Guy Pervillé reproche à celle-ci de s'être faite l'« avocate d’une cause, en sélectionnant parmi les faits ceux qui allaient dans le sens de ce qu’elle voulait démontrer ».
Dans un livre paru en 2012, Roger Vétillard, historien non professionnel, estime que le total des morts atteint 119 Européens, une cinquantaine dans les forces de l’ordre et au moins 42 musulmans, et que les victimes du côté des insurgés sont entre 3 et 5 000 morts.

### Conséquences politiques
Jacques Soustelle, délégué général du gouvernement français en Algérie, se rend à El Halia. Plus tard, il écrit :
« Les cadavres jonchaient encore les rues. Des terroristes arrêtés, hébétés, demeuraient accroupis sous la garde des soldats…. Alignés sur les lits, dans des appartements dévastés, les morts, égorgés et mutilés (dont une fillette de quatre jours) offraient le spectacle de leurs plaies affreuses. Le sang avait giclé partout, maculant ces humbles intérieurs, les photos pendues aux murs, les meubles provinciaux, toutes les pauvres richesses de ces colons sans fortune. À l'hôpital de Constantine des femmes, des garçonnets, des fillettes de quelques années gémissaient dans leur fièvre et leur cauchemars, des doigts sectionnés, la gorge à moitié tranchée. Et la gaieté claire du soleil d'août planant avec indifférence sur toutes ces horreurs les rendait encore plus cruelles. »
Sur le plan politique, il en conclut qu'il n'est pas possible de discuter avec l'ALN, qualifiée de « terroriste ». Le gouvernement d'Edgar Faure riposte en décidant le rappel du contingent libéré ainsi que le rappel du premier contingent de 1954. La répression par l'armée française fait plusieurs milliers de victimes.
Le FLN a atteint son objectif sur le plan psychologique. Les forces politiques et militaires, de même que les civils européens, sont tombés dans le piège de la répression. La violence conjointe du FLN et de l'armée française, plus particulièrement lors de sa répression aveugle et disproportionnée, ne fait qu'élargir le fossé entre le gouvernement colonial et les musulmans d'Algérie, ainsi qu'entre les pieds-noirs et les musulmans.

### Conséquence militaire
Les massacres du Constantinois entraînent la création d'une formation de réservistes originaires des départements d'Algérie : les unités territoriales.

## Discours de Constantine du président Nicolas Sarkozy
Le 5 octobre 2007, le président de la République française Nicolas Sarkozy, à l'occasion du discours de Constantine, au sujet de ces massacres, dit :
« Les pierres de Constantine se souviennent encore de cette journée terrible du 20 août 1955 où chacun fit ici couler le sang pour la cause qui lui semblait la plus juste et la plus légitime. […] Le déferlement de violence, le déchaînement de haine qui, ce jour-là, submergea Constantine et toute sa région et tua tant d'innocents étaient le produit de l'injustice que depuis plus de cent ans le système colonial avait infligée au peuple algérien. L'injustice attise toujours la violence et la haine. Beaucoup de ceux qui étaient venus s'installer en Algérie, je veux vous le dire, étaient de bonne volonté et de bonne foi. Ils étaient venus pour travailler et pour construire, sans l'intention d'asservir, ni d'exploiter personne. Mais le système colonial était injuste par nature et le système colonial ne pouvait être vécu autrement que comme une entreprise d'asservissement et d'exploitation. »

## Mémoire et commémorations
En Algérie, le 20 août est la « Journée nationale du moudjahid », qui commémore à la fois l’offensive du Nord-Constantinois de 1955 et le congrès de la Soummam de 1956 ; des cérémonies officielles sont organisées chaque année,.
Dans la région concernée, plusieurs odonymes et institutions rappellent ces événements. À Skikda, l’Université « 20 Août 1955 » porte explicitement ce nom en référence à l’offensive du Nord-Constantinois,. On relève également des odonymes et équipements mémoriels dans la wilaya de Constantine, par exemple un bureau de poste « Kadri Brahim » (code postal 25043).
A El Khroub, de nombreuses cités et équipements portent des noms mémoriels (chahid/chahida, moudjahid décédé). Le décret exécutif n° 25-71 (11 février 2025) fixe les huit délégations communales et énumère leurs quartiers.
Au total, l’annexe énumère 87 entités toponymiques (cités, zones, pôles, agglomérations, villages, etc.), dont 50 comportent « Chahid/Chahida », 9 « Moudjahid décédé » et 4 mentions « frères Chouhada », ce qui traduit une toponymie fortement mémorielle,.